# Joannes Nepomucenus van Hugenpoth tot Aerdt
Jo(h)annes Nepomucenus baron van Hugenpoth tot Aerdt ('s-Heerenberg, 5 augustus 1866 – Arnhem, 4 maart 1906) was van 23 april 1894 tot zijn dood op 4 maart 1906 burgemeester van de Nederlandse gemeente Bergh. 
Hij was een zoon van Carolus Antonius Ludovicus baron van Hugenpoth tot Aerdt en Oliviera Francisca Dorothea Maria barones van Dorth tot Medler. Zijn vader was tevens zijn voorganger als burgemeester van Bergh. Hij behoorde tot de adellijke familie van Hugenpoth. In 1900 was hij een van de oprichters van de Tramwegmaatschappij Zutphen-Emmerik N.V.. Hij was erelid van de sociëteit De Vriendschap. 
In 1904 deed hij in het hoofdkiesdistrict Zevenaar mee aan de provinciale statenverkiezingen. Na herstemming werd hij in dat jaar gekozen tot statenlid van Gelderland.
Hij overleed in 1906 op 39-jarige leeftijd in het Sint Elisabeths Gasthuis te Arnhem. Hij werd begraven in het familiegraf op het oude kerkhof in 's-Heerenberg.